# Флаг Вельского района
Флаг муниципального образования «Ве́льский муниципальный район» Архангельской области Российской Федерации — опознавательно-правовой знак, служащий официальным символом муниципального образования.
Флаг утверждён 14 декабря 2005 года и внесён в Государственный геральдический регистр Российской Федерации с присвоением регистрационного номера 2101.

## Описание
«Флаг представляет собой прямоугольное полотнище с соотношением ширины к длине 2:3, воспроизводящее поля и фигуры герба Вельского муниципального района в жёлтом, белом, красном и чёрном цветах».
Геральдическое описание герба гласит: «В золотом поле лежащая червлёная бочка с золотыми обручами и чёрными потёками дёгтя из-под золотой втулки. В серебряной главе червлёный орнамент в виде косой решётки со сквозными ромбами в узлах и двойными червлёными косыми крестами в ячеях».

## Символика
Флаг, разработанный на основе герба, языком символов и аллегорий отражает исторические и экономические особенности Вельского района.
Вверху — национальный русский северный орнамент с льняного полотенца браного ткачества: двойной скошенный крест (крест Святого Апостола Андрея Первозванного) — символ огня, а скошенная решётка — символ обработанной плодоносящей земли, она указывает на земледельческую специфику района.
Жёлтый цвет полотнища символизирует стабильность, богатство, уважение и интеллект, как признание Вельска в различные периоды российской истории.
Красная бочка с золотыми обручами и чёрными потёками дёгтя из-под золотой втулки, говорит об успешной торговле этим продуктом в исторические времена.
Белый цвет (серебро) — символ благородства, мира, взаимопонимания.
Чёрный цвет — символ покоя, мудрости, вечности.

## См. также

Флаги муниципальных образований
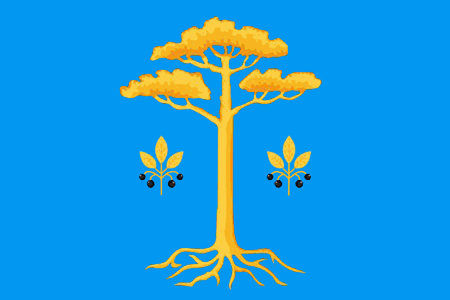
Флаг муниципального образования «Муравьёвское»